# Augustin Crampon
Pour les articles homonymes, voir Crampon.
L’abbé Augustin Crampon, né le 4 février 1826 à Franvillers dans la Somme (France) et mort le 14 août 1894 à Paris (7e), est un prêtre catholique français, chanoine de la cathédrale d'Amiens, traducteur et exégète catholique de la Bible. Sa traduction française de l'ensemble des livres canoniques de la Bible — la « Bible Crampon » —  faite à partir des textes hébreux, araméens et grecs, sortit de presse en 1904.

## Biographie
Augustin Crampon étudia la théologie et l'exégèse biblique sous la direction de l'orientaliste Arthur Le Hir (1811-1868) puis dispensa lui-même cet enseignement au séminaire du diocèse d'Amiens à Saint-Riquier. Il se consacra d'abord à la traduction des évangiles, partant du texte grec, et tenant compte du style propre à chaque évangéliste ; ce travail fut publié en 1864. L'introduction présente cette publication comme la négation de la Vie de Jésus d'Ernest Renan parue avec un grand retentissement l'année précédente (Ernest Renan avait lui aussi étudié sous la direction d'Arthur Le Hir). Le texte est accompagné de très abondantes notes historiques et exégétiques, écrites dans un style accessible à tous les lecteurs. Une édition « populaire » avec des notes allégées et plus claires parut en 1865.
L'abbé Crampon conserva la transcription Jéhovah du tétragramme YHWH, obtenue en combinant les consonnes hébraïques avec les voyelles du mot hébreu Adonaï (« Seigneur »).
Devenu chanoine de la cathédrale d'Amiens, Auguste Crampon poursuivit son travail sur l'ensemble du texte biblique, annotant copieusement le texte de remarques historiques, géographiques ou morales. Son œuvre fut interrompue par sa mort, en 1894, alors que le premier des six volumes, le Pentateuque, était sous presse. Reprise à la demande de l'éditeur par des pères jésuites et des professeurs de Saint-Sulpice, la « traduction Crampon », complétée et révisée, parut en édition bilingue, le texte latin de la Vulgate figurant en regard du texte français, en 1904 en sept volumes. Une version en un seul volume, uniquement en français, avec des notes allégées, fut publiée parallèlement par Desclée à Tournai en 1905. Une nouvelle édition en un volume légèrement révisée parut en 1923 et une autre en 1939.

## Écrits
- Commentaria in Scripturam Sacram du R. P. Cornelii a Lapide (1616), réédition annotée, 1859.
- Les quatre Évangiles, traduction nouvelle accompagnée de notes et de dissertations, Paris, Librairie saint Joseph, Tolra et Haton, 1864.
- (en coll. avec Louis Dubeux et Édouard d'Ault-Dumesnil), Nouveau dictionnaire d'histoire et de géographie anciennes et modernes, 1866 (lire en ligne)
- Nouveau Testament de N. S. Jésus-Christ traduit sur la Vulgate avec introductions, sommaires et notes par M. l'Abbé A. Crampon, chanoine d'Amiens. Rome - Paris - Tournai. Société de Saint-Jean l'Evangéliste, Desclée et Cie, Éditeurs Pontificaux,1908
- Le Livre des Psaumes suivi des Cantiques du Bréviaire Romain en Latin-Français (Traduction sur la Vulgate avec introduction, sommaires et notes par A.Crampon)- n°367 - Société de Saint-Jean-l'Évangéliste et Editions Desclée et Cie, Paris Tournai Rome, 1925.
- Le livre des Psaumes suivi des Cantiques des Laudes et des Vêpres., en Latin-Français (Traduction sur la Vulgate avec introduction, sommaire et notes)- Première édition 1889, Réédition chez Desclée et Cie, Tournai, 1930.
- Psautier, latin-français, du bréviaire monastique, Société de Saint-Jean-l'Évangéliste et Desclée et Cie, Paris Tournai Rome 1938 ; réimpression par Éditions Sainte-Madeleine, 2003  (ISBN 2-906972-10-X) 650 p[4].